# Nayuha Toyoda
Nayuha Toyoda (豊田 奈夕葉, 15 de setembre de 1986) és una exfutbolista japonesa.

## Selecció del Japó
Va debutar amb la selecció del Japó el 2004. Va disputar 22 partits amb la selecció del Japó. Ha disputat Copa del Món de 2007.

## Estadístiques
| Selecció del Japó | Selecció del Japó | Selecció del Japó |
| Anys              | Partits           | Gols              |
| ----------------- | ----------------- | ----------------- |
| 2004              | 1                 | 0                 |
| 2005              | 4                 | 0                 |
| 2006              | 0                 | 0                 |
| 2007              | 8                 | 0                 |
| 2008              | 4                 | 0                 |
| 2009              | 2                 | 0                 |
| 2010              | 3                 | 0                 |
| Total             | 22                | 0                 |